# Ван де Ло, Тим
Тим ван де Ло (нидерл. Tim van de Loo; род. 22 марта 2003, Ньив-Веннеп, Северная Голландия) — нидерландский футболист, полузащитник клуба «Валвейк».

## Клубная карьера
Ван де Ло — воспитанник клубов «Алфенс Бойз» и «Телстар». 14 августа 2023 года в матче против дублёров ПСВ он дебютировал в Эрстедивизи в составе последних. 26 февраля 2024 года в поединке против дублёров «Аякса» Тим забил свой первый гол за «Телстар». Летом 2024 года ван де Ло перешёл в «Валвейк», подписав контракт за четыре года. 30 августа в матче против АЗ он дебютировал в Эредивизи. 26 января 2025 года в поединке против «Виллема» Тим забил свой первый гол за «Валвейк».